# Роман (Петриашвили)
Митрополи́т Рома́н (груз. მიტროპოლიტი რომანოზი, в миру Рома́н Григо́рьевич Петриашви́ли, груз. რომან გრიგოლის ძე პეტრიაშვილი; 1 октября 1887 — ок. 25 марта 1979) — епископ Грузинской православной церкви, митрополит Батумский и Шемокмедский.

## Биография
Родился в семье священника. Его семья была образованной. Его родственником был химик Василий Петриашвили.
Учился в Тбилисской дворянской гимназии в 1895—1908 годах. В 1909—1910 годах он находился на военной службе. В 1910 году он поступил на ветеринарный факультет Дерптского университета, но из-за семейных условий был вынужден бросить учёбу. В 1914—1918 годах он участвовал в Первой мировой войне.
В 1918—1921 годы работал в комитете по делам беженцев. С 1921 по 1924 год он служил в комитете помощи заключённым. В 1924—1944 годах работал в кооперативном отделе.
В 1949 году он уволился с государственной службы и обратился к католикосу-патриарху всея Грузии Каллистрату, желая стать священником. 6 марта того же года каталиксом-патриархом Каллистратом был рукоположён в сан диакона, а 13 марта — в сан священника. Был назначен клириком патриаршего храма Сиони, был помощником секретаря патриаршей канцелярии. 12 июня 1952 года католикосом-патриархом всея Грузии Мелхиседеком III был возведён в сан протоиерея. 17 мая 1954 года он был переведён из Сиони в церковь святой Нино в Кукии. В 1955—1959 годах он был настоятелем Троицкой церкви в Тбилиси. В 1960—1967 годы — настоятель Александро-Невской церкви в Тбилиси. В 1962 году католикосом-патриархом Ефремом II был награждён митрой.
21 февраля 1965 года был рукоположён во епископа Сухумско-Абхазского.
28 августа 1967 года назначен епископом Алавердским и управляющим Бодбийской епархией.
7 октября 1971 года назначен епископом Кутаисским и Гаэнатским.
7 апреля 1972 года скончался католикос-патриарх Ефрем II, после чего митрополит Роман претендовал стать его преемником, но избран был митрополит Давид (Девдариани).
12 октября 1973 года награждён правом ношения второй панагии. В 1974 года переведён на Батумскую епархию.
9 ноября 1977 года католикос-патриарх Давид V скончался в своей резиденции в Тбилиси. В тот же день в патриаршей резиденции собрались иерархи Грузинской православной церкви, кроме митрополита Батумско-Шемокмедского и Чкондидского Романа. Оказалось, что Давид не оставил письменного указания о кандидатуре будущего местоблюстителя, поэтому, исходя из положения устава 1945 года, который предусматривал и такую возможность, было решено назначить местоблюстителем старшего по хиротонии архиерея, которым был митрополит Илия (Шиолашвили). Митрополит Гаий (Кератишвили) был единственным из собравшихся, кто опротестовал это решение, предложив кандидатуру отсутствовавшего митрополита Романа. На третий день, 11 ноября 1977 года, в Тбилиси прибыл митрополит Роман и заявил о своих претензиях на должность местоблюстителя как старейший по возрасту иерарх. Митрополита Романа поддержали митрополит Гаий и епископ Иларион (Самхарадзе). Они объявили решение Синода недействительным и выступили с соответствующим заявлением.
12 ноября Священный синод под председательством митрополита Илии опроверг это заявление, уведомив, что решение от 9 ноября было принято большинством членов Синода и поэтому является правомерным. Митрополит Роман, митрополит Гаий и епископ Иларион продолжали настаивать на своём и требовали аннулировать решение Синода. 16 ноября, на второй день после похорон Давида V, вновь состоялось заседание Синода, в котором приняли участие все правящие архиереи. Митрополит Гаий на нём выступил с заявлением о непризнании им прежде состоявшегося заседания Синода под председательством митрополита Илии. 18 декабря трое несогласных с решением большинства епископов проникли в патриаршую резиденцию, уничтожили некоторые документы, в том числе и протокол заседания Синода от 9 ноября, взломали сейф и двери патриаршего рабочего кабинета и разослали депеши в адрес ЦК КП Грузии и правительства Грузии, Московской патриархии и т. д., в которых информировали правительственные органы и глав Церквей о якобы состоявшейся отставке местоблюстителя и о переносе даты созыва церковного Собора.
В таких условиях 23 декабря 1977 года был созван Собор Грузинской православной церкви, в котором приняли участие 45 делегатов от всех епархий, а также делегация Русской православной церкви во главе со патриархом Московским и всея Руси Пименом. Католикосом-патриархом всея Грузии и архиепископом Мцхетским и Тбилисским был избран митрополит Илия. 1 января 1978 года митрополит Роман был уволен на покой.
Скончался в марте 1979 года в возрасте 92 лет. Похоронен в ограде патриаршего собора Сиони.